# Colletes nautlanus
Colletes nautlanus is een vliesvleugelig insect uit de familie Colletidae. De wetenschappelijke naam van de soort is voor het eerst geldig gepubliceerd in 1899 door Cockerell.